# 玉城町国民健康保険玉城病院
玉城町国民健康保険玉城病院（たまきちょうこくみんけんこうほけんたまきびょういん）は、三重県度会郡玉城町佐田にある町立病院である。通称は玉城病院である。新聞記事などでは町立玉城病院と表記される場合がある。

## 概要
- 所在地：〒519-0414 三重県度会郡玉城町佐田881番地
- 病棟
  - 鉄筋コンクリート3階建て
  - 延べ床面積 3,964m2。
  - 1階は、診察室（4室）、キプス室、処置・点滴室（5床）、レントゲン室、内視鏡室、エコー室、検体検査室、生理検査室（心電図、聴覚検査、視力等）、手術室、中央材料室、調剤室、DI室、総合相談室、受付、会計、待合い、医事課事務室、給食調理室、警備員室、一般トイレ、多目的トイレ、救急処置室、機能訓練室、健診室、多目的室 などがある。
  - 2階は、50床の病室、HCU（2床）、ナースステーション、処置室、準備室、カンファレンス室、デイ・ルーム、談話室、浴室（特別浴室、一般浴室）、洗濯室、倉庫 などがある。
  - 3階は、院長室、医局、看護師長室、当直室、管理事務室、病歴管理室、会議室、男子・女子更衣室、職員食堂、洗濯室、倉庫　などがある。
  - エレベーター（寝台用）2基がある。

附属施設
- 玉城町介護老人保健施設「ケアハイツ玉城」が併設されている。
  - 鉄筋コンクリート造 2階建
  - 床面積 1階 1,231.88m2、2階 675.29m2、合計 1,907.17m2
  - 定員51名

## 診療科目
- 内科、外科、整形外科、眼科、皮膚科、リハビリテーション科 、麻酔科

過去にあった診療科目
- 胃腸科、小児科、肛門科、 耳鼻咽喉科

## 沿革
- 昭和初期、田丸城郭内にあった感化院[注釈 1]は、戦時中に軍人援護会田丸勲児寮[注釈 2]となり、さらに同胞援護会と改称する。
- この施設の土地及び建物（土地4町6反3畝6歩、建物153坪）の払い下げを受けて、病院設置が決定され、1948年（昭和23年）7月28日、城山文化厚生農業協同組合連合会が設置母体となり、設立認可を受ける。
- 1948年(昭和23年)10月 - 田丸・有田・東外城田農業協同組合を設置主体として、田丸城郭内に保障責任医療利用購売組合連合会城山病院が開設する。
- 1949年（昭和24年）9月 - 田丸町・東外城田村・有田村で組織する度会郡城山病院組合が設置管理する度会郡城山病院となる。
- 1951年（昭和26年） - 大豐和紙工業田丸工場跡地[注釈 3]を買収し、病院を移転改築する。（現在地）
  - 移転に伴い、西外城田村からの要望により、西外城田村国民健康保険運営診療所を城山病院の分院として医師らを常置し、必要な設備を施すことにした。
- 1953年（昭和28年） - 田丸町隣接町村の一部事務組合隔離病棟が併設される。
- 1956年（昭和31年）3月31日 - 一部事務組合隔離病棟が廃止される。
- 1956年（昭和31年）4月 - 町村合併による玉城町の発足に伴い、玉城町に経営が移管され、玉城町国民保険玉城病院となる。
- 1963年（昭和38年）、医師の就任が困難となり、公立病院として存続するか、経営を委託するかで議論が起こった。しかし、医師確保の努力の結果、新たな病院長が就任し経営が改善され、公立病院として存続される。
- 1968年（昭和43年）6月 - 病棟（1967年（昭和42年）11月着工）が完成する。
- 1969年（昭和44年）3月 - 診療棟（1968年（昭和43年）9月着工）が完成する。
- 1973年（昭和48年）4月1日 - 病院長の退任に伴い休診[1][2][3]。
- 1973年（昭和48年）8月3日 - オープンシステムを採用し病院再開[4]。
- 1988年（昭和63年）1月 - リハビリ棟および倉庫棟（1987年（昭和62年）8月着工）が完成する。
- 1990年（平成2年）5月1日 - 病院敷地内に玉城町介護老人保健施設「ケアハイツ玉城」を新築する。
- 1992年（平成4年）3月 - CT棟（1991年（平成3年）12月着工）が完成する。
- 1995年（平成7年）2月 - 昇降機棟（1994年（平成6年）10月着工）が完成する。
- 2003年（平成15年）9月 - 老朽化した病院の改修工事に着手する。
- 2004年（平成16年）7月 - 病院の第1期工事が完了する[5]。
- 2004年8月3日 - 新病院での診療を開始する[6]。
- 2004年8月9日 - 第2期工事（既存の病棟と外来棟、レントゲン棟、調理棟の4棟を取り壊し、リハビリ室や院外薬局の新設など）を開始する。
- 2005年（平成17年）1月31日 - 病院の第2期工事が完了する[7]。

## 交通アクセス
- JR東海 参宮線 田丸駅 下車 徒歩約15分。
- 三交伊勢志摩交通バス 伊勢市駅より｢玉城町役場」行きに乗車、または田丸駅より「伊勢市駅前」行きに乗車、「玉城病院前」下車 徒歩約5分。
- 伊勢自動車道 玉城インターチェンジより約4km。